# 巴洛克复兴建筑
巴洛克复兴（英语：Baroque Revival），也被称为新巴洛克（英语：Neo-Baroque），或法国的第二帝国风格和德国的威廉风格，是19世纪末20世纪初的一种建筑风格。该术语用于描述展示巴洛克风格的重要方面但不属于原始巴洛克时期的建筑和建筑雕塑。巴洛克建筑传统的元素是法國美術學院课程的重要组成部分，该学院是19世纪下半叶著名的建筑学院，它所产生的美术建筑风格（美術學院派建築）可以在法国和世界范围内被发现。欧洲帝国主义的发展鼓励官方建筑在英国和法国采取这种风格，而在德国和意大利，巴洛克复兴表达了对统一国家的自豪感。